# Patch Grove (thị trấn), Wisconsin
Patch Grove là một thị trấn thuộc quận Grant, tiểu bang Wisconsin, Hoa Kỳ. Năm 2010, dân số của thị trấn này là 336 người.